# Empty Walls
Empty Walls é um single de Serj Tankian, lançado no álbum Elect the Dead, sendo seu primeiro álbum solo, ao entrar em hiato com o System Of A Down em 2007
Empty Walls foi lançado para download digital em 10 de setembro, e foi para CD no dia 15 de outubro do mesmo ano.

## Sucesso antigamente e atualmente
Em 24 de novembro de 2007, ocupou a posição 3 no Billboard. 
Atualmente, Empty Walls ocupa a posição 97 no Billboard, sendo que houve inspiração nos atentados de 11 de setembro e da guerra no Iraque.

## Lista de músicas
| N.º | Título                   | Duração |  |
| 1.  | "Empty Walls"            | 3:49    |  |
| 2.  | "The Unthiking Majority" | 3:47    |  |

| N.º | Título                              | Duração |  |
| 1.  | "Empty Walls"                       | 3:49    |  |
| 2.  | "Gratefully Disappeared"            | 1:41    |  |
| 3.  | "Empty Walls" (Victorious Club Mix) | 5:45    |  |